# Thomas Rink

Thomas Rink (* 22. August 1955 in Hamburg) ist ein deutscher Bibliothekar, Musikhistoriker und Barockfagottist.
Nach dem Schulabschluss lernte er Buchhändler in seiner Heimatstadt und machte dann eine Ausbildung zum Diplom-Bibliothekar in Niedersachsen (Examen 1981). Noch während der Schulzeit studierte er privat Blockflöte beim Neuseeländer Keith Sayers. Parallel zu seiner Arbeit als Bibliothekar in der Musikbibliothek und Stadtbücherei Neumünster studierte Rink Musikwissenschaft, Neuere Deutsche Literaturwissenschaft sowie Kunstgeschichte an der Christian-Albrechts-Universität zu Kiel und schloss sein Studium 1995 mit einer Magister-Arbeit über das Fagott im Instrumentalschaffen Georg Philipp Telemanns ab. Rink ist Verfasser zahlreicher Artikel bei Wikipedia u. a. über Lynne Dawson, Rotraud Hansmann, Alice Harnoncourt, Wilbert Hazelzet, Nadja Mchantaf, Johann Plietzsch, Eva Schneidereit, Henning Vater u. a und weiter hat er viele Artikel redigiert, wie z. B. über den Violino piccolo oder den von Laila Salome Fischer. Seit Juli 2005 ist Thomas Rink der 1. Vorsitzende der Gesellschaft für Alte Musik in Schleswig-Holstein, außerdem engagiert er sich ehrenamtlich als Lesepate für Migrantinnen und Migranten. Er spielte regelmäßig mit dem Concertino Schleswig-Holstein, war Mitglied im Göttinger Barockorchester, beim Barockorchester Chemnitz und anderen Spezialensembles für historische Aufführungspraxis. Im Juni 2024 trat er zusammen mit dem Barocktrompetenensemble Berlin unter Leitung von Johann Plietzsch bei den Händel-Festspielen in Halle auf. In diesem Konzert wurden erstmals drei barocke Kontrafagotte eingesetzt. Seine letzten eigeninitiierten Konzerte gab er Ende Oktober mit dem Concertino Schleswig-Holstein in Husum und Hamburg. Rink ist verheiratet und lebt in Nordfriesland. Rink spielt ein Barockfagott von Georg Peter Astor, London ca. 1770 sowie Instrumente von Peter und Guntram Wolf.

## Diskografie (Auswahl)
- A Cavalier's Tour through Baroque Europe, Concerto Grosso Berlin (Berlin Classics 0300424)
- Michael Praetorius, Polyhymnia exercitatrix, La Protezione della Musica, Leitung: Jeroen Finke (Finke audio)
- Schalle nur, beliebter Ton, Concertino Schleswig-Holstein, Sopran: Amelie Müller, (Calygram 4251344702822)

## Videos (Auswahl)
- Johann Wilhelm Hertel, Partita F-Dur = https://www.youtube.com/watch?v=KOA4NXNrlTw